# LE vélo STAR
LE vélo STAR es el sistema de bicicletas compartidas de la ciudad de Rennes. Su puesta en servicio tuvo lugar el 22 de junio de 2009. Éste es el segundo sistema de préstamo de bicicletas implantado en la ciudad. El Vélo à la carte fue el primero en toda Francia y estuvo en servicio entre el 6 de junio de 1998 y el 10 de mayo de 2009.

## Le vélo STAR, desde 2009
El 22 de junio de 2009, las bicicletas de la empresa Clear Channel han dejado paso a las de la empresa  Keolis, mediante su filial  Keolis Rennes, que actualmente explota la red de autobuses  Rennes Métropole, el STAR. El sistema  LE vélo de  Keolis, se ha bautizado como LE vélo STAR en Rennes.
900 bicicletas, bautizadas « LE vélo STAR», forman la primera oferta del centro-ciudad que se comunica con los barrios periféricos. Hay un total de 81 estaciones entre las cuales 10 aceptan las tarjetas de crédito. La tarjeta de abono para el servicio será la tarjeta de transporte  KorriGo El servicio funciona las 24 horas del día y los 7 días de la semana, con la primera media hora gratis y un pago progresivo en función del tiempo que se sobrepasa.
No se ha previsto que todos los barrios puedan estar comunicados con este servicio: el sector de La Poterie (barrio Francisco Ferrer-Vern-Poterie) en el sureste de la ciudad no estará comunicado por falta de tráfico, con el consiguiente enfado de unos cuantos ciudadanos.
Hasta el 10 de septiembre de 2009, 44 756 usuarios han tomado prestadas las bicicletas con una media de 1000 usuarios al día, es decir, menos de los 2900 usuarios/día que se había previsto. Esto es debido, según la revista Rennes Métropole, al hecho de que el dispositivo se ha desplegado en vísperas de las vacaciones escolares y a que todavía no se ha entregado el material en todas las estaciones: 40 estaciones en junio, 77 al final del verano y 80 el día de la inauguración (todavía faltan dos). 2250 personas se han hecho el abono anual.
Las 1285 bicicletas previstas para el 13 de septiembre de 2009, día de la inauguración oficial, se han retrasado para dentro de un año, siempre y cuando el dispositivo resulte interesante. Este incremento, inicialmente previsto en septiembre,  se repartirá para comunicar varios municipios de  Rennes Métropole: Cesson-Sévigné, Saint-Jacques-de-la-Lande, Chantepie y  Saint Grégoire. La oferta total, con el máximo despliegue, será de 1285 bicicletas en 117 estaciones.

## Vélo à la carte, de 1998 a 2009
Puesto en marcha por  Clear Channel el 6 de junio de 1998, es la segunda experiencia de este tipo en Francia tras La Rochelle en 1974. Es el «primer sistema de préstamo de bicicletas de libre servicio informatizado del mundo». El sistema se inspiró en lo que se hace en lugares como Copenhague en Dinamarca. 
Este sistema ha sido el primero en ser implantado por una empresa (en este caso Clear Channel), lo que garantiza a su vez el servicio y su gestión. Para ello se usa el sistema  SmartBike.
Inicialmente la red contaba con 25 puntos de préstamo disponibles las 24 horas de forma ininterrumpida todos los días de la semana; el abono y el alquiler son gratuitos. Se podía tomar prestada una bicicleta durante dos horas, superadas las cuales la tarjeta quedaba automáticamente bloqueada. Para desbloquearla, era necesario ponerse en contacto con la empresa responsable. Si no se devolvía la bicicleta, se perdía el dinero depositado como fianza.
Cuando se puso en marcha el servicio, las bicicletas exhibían publicidad del teleoperador «Ola» (de ahí el sobrenombre «vélos ola»). Esta publicidad tuvo que ser retirada para cumplir con la normativa local de publicidad que prohíbe su presencia en el centro histórico de la ciudad.
En 11 años, el vélo à la carte ha sido utilizado por 11 000 abonados anuales y unos 3000 usuarios ocasionales. Se han empleado ya tres generaciones de bicicletas.